# Gijsbert VII van Bronckhorst
Gijsbrecht VII van Bronckhorst en Borculo (1440 - 1 december 1489) was heer van Bronkhorst (1458-1489) en heer van Borculo (1477-1489). Hij was een zoon van Otto van Bronckhorst en Borculo en Elisabeth van Nassau-Beilstein, dochter van Johan I van Nassau-Beilstein en Mechtild van Isenburg-Grenzau.
Gijsbrecht trouwde in 1457 met Elisabeth van Egmond (1450-1539) dochter van Willem IV van Egmont en Walburga van Meurs, vrouwe van Baer en Lathum. Uit zijn huwelijk werd geboren:
- Walburg van Bronckhorst-Borculo (ca. 1458-21 december 1522). Zij trouwde op 5 december 1489 met Simon van der Lippe (1471-17 september 1536. Hij was een zoon van Bernt van der Lippe en Anna van Holstein-Schaumburg. Uit haar huwelijk zijn geen kinderen bekend.
- Elisabeth van Bronckhorst-Borculo (ca. 1460-1 december 1489). Zij trouwde met Otto tot Iburg (-1493). Hij was een zoon van Otto van Tecklenburg en Aleidis van Plesse. Uit haar huwelijk zijn geen kinderen bekend.

In 1477 beleende de bisschop hem met Borculo. In 1482 schonk Gijsbert VII de inwoners van Bronkhorst enkele voorrechten, zodat het juridisch gesproken een stad werd. In december 1489 werd zijn stoffelijk overschot bijgezet in het kartuizerklooster Monnikhuizen ten noorden van Arnhem.
Gijsbert verkreeg van de bisschop van Münster die op dat moment pandheer van het graafschap Zutphen was, het ambt van landdrost van Zutphen, zodat hij een gebied ter grootte van de huidige gemeenten Hengelo, Ruurlo, Steenderen en Zelhem, het ambt Doetinchem en het Hummelose deel van Hummelo en Keppel bestuurde. 
Na het overlijden van Gijsbrecht hertrouwde zijn weduwe met Jan van der Aa, heer van Bokhoven, ridder, drost van Gorinchem (-1539). Keizer Maximiliaan I had Jan van der Aa bevorderd tot ridder in de Orde van het Gulden Vlies en zijn heerlijkheid kreeg op 16 maart 1499 de rang van baronie.

Zijn jongste broer Frederik van Bronckhorst verkreeg na Gijsberts overlijden de heerlijkheid Borculo.

## Noot
1. ↑  Jan Kuys, Drostambt en schoutambt. De Gelderse ambtsorganisatie in het Kwartier van Zutphen (ca. 1200-1543), Hilversum, 1994, p.72.